# Samuel Lindgren

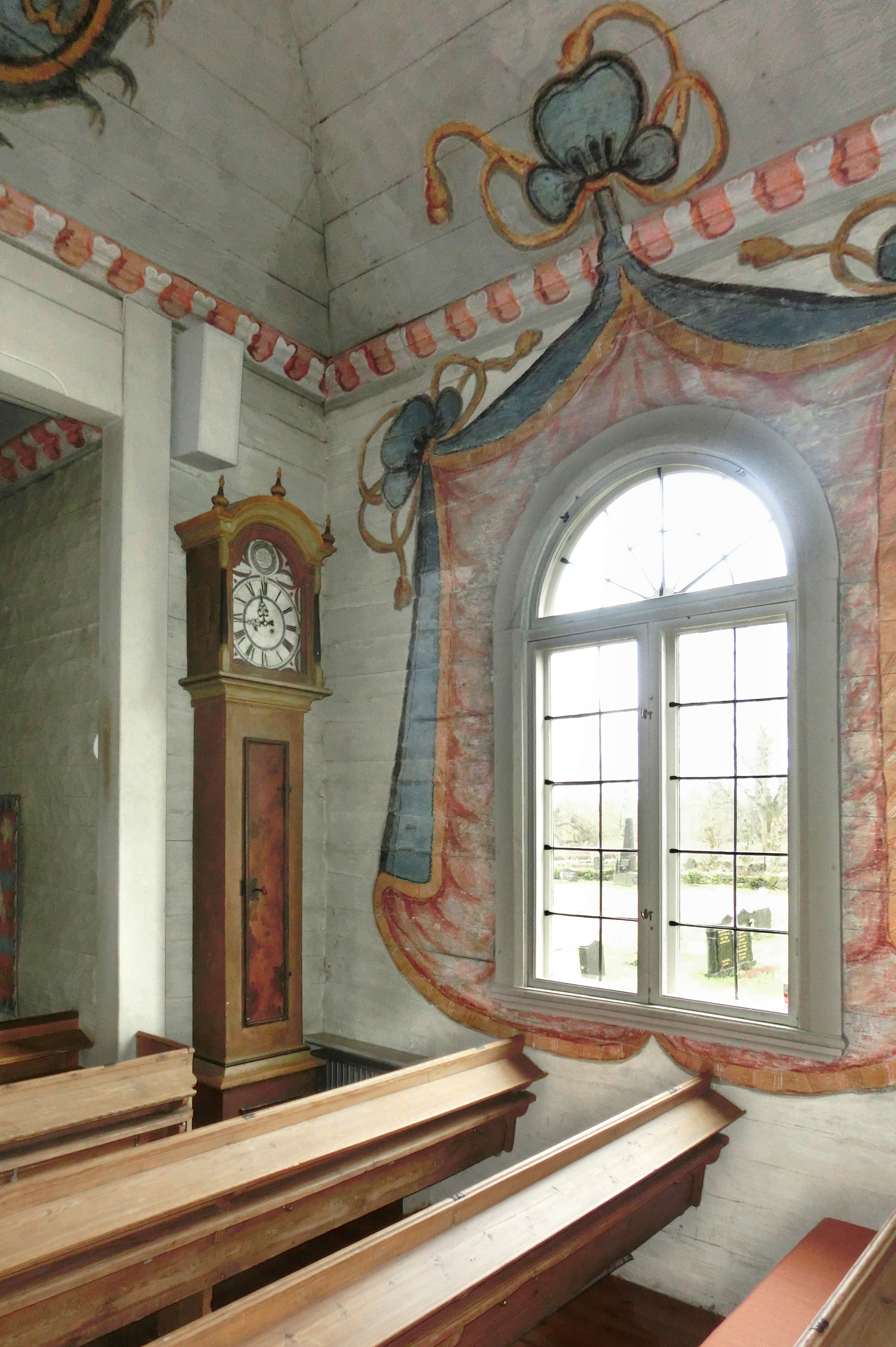
Draperimålning i Kävsjö kyrka.

Samuel Lindgren var en svensk målare verksam i slutet av 1700-talet och början av 1800-talet.
Han verkade som kyrkomålare och bonadsmålare och uppges ha varit från Ljungby.

## Verk
- 1781 S:t Olofs kapell, Tylösand. Takmålningar i det större vapenhuset.
- 1784 Gryteryds kyrka. Gavelmålningar i taket som kompletterade ursprungsmålningen av Sven Niclas Berg. Lindgren utförde även målningar på altaret, läktarbröstningen och bänkdörrarna som är bevarade. Draperimålningarna kring korfönstren övermålades emellertid på 1800-talet.
- 1789 Kinnareds kyrka. Kompletterade Sven Niclas Bergs takmålningar från 1774 vid en tillbyggnad. Bevarat.
- 1805 Kävsjö kyrka. Målning av kortak och väggar. Draperimålningen har bevarats.